# Brand Indicators for Message Identification
Brand Indicators for Message Identification, kortweg BIMI, is een in 2020 geïntroduceerde e-mailstandaard die het mogelijk maakt om het logo van de verzendende organisatie te vertonen in de mailbox van de ontvanger. BIMI geldt als extra verificatiemethode voor de echtheid van een e-mailbericht. 
Om BIMI in te kunnen zetten, is het voor de verzendende organisatie nodig om een actief SPF-record, DKIM-sleutel en DMARC-beleid te hanteren. Net als voorgaande methoden, is het BIMI-record opgenomen in de DNS-instellingen van een e-maildomein. Door te verwijzen naar een logo in SVG-formaat kan de eigenaar van het e-maildomein aantonen welk logo bij zijn of haar e-mailadres hoort. 

## Voordelen aan BIMI
BIMI moet de volgende voordelen voor verschillende partijen binnen een e-mailstroom bieden:

##### E-mailverzenders
- Visualisatie van DMARC compliance
- Gemakkelijk managen van getoonde bedrijfslogo

##### Inbox providers (zoalsGmailofYahoo!)
- Verlaagd risico op phishing
- Verbeterde gebruikerservaring

##### (E-mail)marketeers
- Verhoogde merkwaarde
- Verhoogde open rates

## Mogelijke nadelen aan BIMI
De introductie van BIMI gaat ook gepaard met vragen vanuit de branche, die vooral slaan op de controle van de betreffende logo's. Het is (nog) onduidelijk hoe er precies omgegaan wordt met validatie van logo's op grote schaal. Hierdoor lijkt BIMI voorlopig in een spagaat te staan: Door handmatige validatie kunnen alleen grote bedrijven (verzenders van miljoenen e-mails per week) gebruik maken van BIMI, maar door het automatiseren van de validatie zou de effectiviteit van BIMI in het geding kunnen komen, door misbruik van logo's.